# 中国人民解放军火箭军研究院
中国人民解放军火箭军研究院，位于北京市海淀区小营西路32号，是中国人民解放军火箭军直属单位，是中国人民解放军火箭军最高科研机构。

## 简介
2003年12月，中国人民解放军第二炮兵部队以几个独立的研究所为基础，组建中国人民解放军第二炮兵装备研究院。此前，各研究所分别负责导弹的不同单元和系统的科研论证工作，制约了整体科研效能。为适应一体化作战和一体化装备建设的需要，中国人民解放军第二炮兵部队党委决定并所建院。该院成立后，建立了一体化科研信息网，并建设了一批国家、军队、第二炮兵重点实验室。2010年代初，第二炮兵装备研究院试验中心转变培养模式。2012年12月21日，第二炮兵战略研究中心成立大会在第二炮兵装备研究院举行。2015年，第二炮兵装备研究院政工网完成升级改造。
2016年，在深化国防和军队改革中，第二炮兵装备研究院更名为中国人民解放军火箭军装备研究院，隶属中国人民解放军火箭军。
2017年7月19日，新调整组建的军事科学院、国防大学、国防科技大学成立大会暨军队院校、科研机构、训练机构主要领导座谈会在北京八一大楼举行，中共中央总书记、国家主席、中央军委主席习近平向军事科学院、国防大学、国防科技大学授军旗、致训词，出席座谈会并发表讲话。在此次改革中，火箭军装备研究院调整组建为中国人民解放军火箭军研究院。

## 机构设置
- 系统工程研究所
- 导弹工程研究所
- 工程设计研究所
- 核技术研究所

……

## 历任领导
中国人民解放军火箭军装备研究院
| 院长 - 慈林林 少将（？—2009年） - 徐坤侠 少将（2009年—2012年） - 成跃 少将（2012年—2017年） | 政治委员 - 张振江 少将（？—2009年） - 杨传松 少将（2009年—2012年） - 孙少华 少将（2012年—2015年1月） - 穆修栋 少将（2015年1月—2015年） - 卓凌 少将（2015年—2017年） |

中国人民解放军火箭军研究院
| 院长 - 张明国 少将（2017年7月—） - 王雷 | 政治委员 - 卓凌 少将（2017年7月—） |